# Economía computacional
Economía computacional es una disciplina de investigación interdisciplinaria que integra métodos de la computación científica y la economía  para resolver problemas económicos complejos. Esta área de estudio abarca la modelización computacional de sistemas económicos. Algunas de estas áreas son exclusivas, mientras que otras se extienden a áreas establecidas de la economía al permitir análisis de datos robustos y soluciones a problemas que serían arduos de investigar sin computadoras y métodos numéricos asociados.

## Historia
La economía computacional experimentó un desarrollo paralelo a la matematización del campo.A principios del siglo XX, destacados pioneros como Jan Tinbergen y Ragnar Frisch impulsaron la informatización de la economía y el crecimiento de la econometría.Como resultado de los avances en econometría, se adoptaron ampliamente en la investigación económica los modelos de regresión, las pruebas de hipótesis estadísticas y otros métodos estadísticos computacionales. En el ámbito teórico, los modelos macroeconómicos complejos, como el modelo del ciclo económico real (CER) y los modelos de equilibrio general dinámico y estocástico (EGDE), han impulsado el desarrollo y la aplicación de métodos de solución numérica que dependen en gran medida de la informática.En el siglo XXI, el desarrollo de algoritmos computacionales ha creado nuevos medios para que los métodos computacionales interactúen con la investigación económica. En diversas áreas de la investigación económica se han explorado activamente enfoques innovadores, como los modelos de aprendizaje automático y la modelización basada en agentes, que ofrecen a los economistas un conjunto de herramientas ampliado que a menudo difiere de los métodos tradicionales.

## Áreas de Aplicación
La economía computacional ha aplicado métodos computacionales en varios campos de la investigación económica, incluyendo, pero no limitándose a:
- Econometría: Enfoques no paramétricos, enfoques semiparamétricos y aprendizaje automático.
- Modelado de sistemas dinámicos: Optimización, modelado de equilibrio general dinámico y estocástico y modelado basado en agentes.[4]

### Modelado basado en agentes
La economía computacional utiliza modelos económicos basados en computadoras para resolver problemas económicos formulados analítica y estadísticamente. Un programa de investigación de este tipo es la economía computacional basada en agentes (ECA), que consiste en el estudio computacional de los procesos económicos, incluyendo economías enteras, como sistemas dinámicos de agentes que interactúan. Como tal, es una adaptación económica del paradigma de sistemas adaptativos complejos. Aquí, el término «agente» se refiere a «objetos computacionales modelados como interactuando según reglas», no a personas reales. Los agentes pueden representar entidades sociales, biológicas y/o físicas. El supuesto teórico de la optimización matemática por parte de los agentes en equilibrio se sustituye por el postulado menos restrictivo de agentes con racionalidad limitada que se «adaptan» a las fuerzas del mercado, incluidos los contextos de teoría de juegos. Partiendo de las condiciones iniciales determinadas por el modelizador, un modelo ECA se desarrolla a lo largo del tiempo impulsado únicamente por las interacciones entre agentes. El objetivo científico del método es probar hallazgos teóricos con datos del mundo real de manera que se vayan acumulando teorías empíricamente respaldadas con el tiempo.

### Aprendizaje automático en economía computacional
En el ámbito de la investigación económica, los modelos de aprendizaje automático emergen como una metodología destacada para la gestión de grandes volúmenes de datos complejos y no estructurados. Diversos métodos de aprendizaje automático, como el método kernel y el bosque aleatorio, han sido desarrollados y empleados en la minería de datos y el análisis estadístico. Estos modelos exhiben capacidades predictivas y clasificatorias superiores en comparación con los métodos estadísticos tradicionales, como el método STAR. Otros métodos, como el aprendizaje automático causal y el árbol causal, proporcionan ventajas distintas, incluyendo pruebas de inferencia.
Existen ventajas y desventajas notables al utilizar herramientas de aprendizaje automático en la investigación económica.En economía, se selecciona y analiza un modelo a la vez.La investigación económica seleccionaría un modelo basado en principios, luego probaría/analizaría el modelo con datos, seguido de la validación cruzada con otros modelos. En contraste, los modelos de aprendizaje automático incorporan efectos de «ajuste» integrados que permiten la realización de un análisis empírico, la validación cruzada, la estimación y la comparación simultánea de múltiples modelos. Este proceso puede generar estimaciones más robustas en comparación con los métodos tradicionales.
La economía tradicional normaliza parcialmente los datos en virtud de principios existentes, mientras que el aprendizaje automático exhibe un enfoque más positivo/empírico para la optimización del modelo.Si bien el aprendizaje automático sobresale en la clasificación, predicción y evaluación de la bondad de ajuste, numerosos modelos carecen de la capacidad de inferencia estadística, que resulta de mayor interés para los investigadores económicos.En consecuencia, los economistas que emplean el aprendizaje automático deben desarrollar estrategias para una inferencia causal estadística robusta, un enfoque central en la investigación empírica moderna.A modo ilustrativo, los investigadores en economía podrían anticipar la identificación de factores de confusión, intervalos de confianza y otros parámetros que no han sido adecuadamente especificados en los algoritmos de aprendizaje automático.
El aprendizaje automático tiene el potencial de facilitar el desarrollo de modelos económicos heterogéneos más complejos, los cuales, tradicionalmente, requerían de un extenso trabajo computacional. Dado que la heterogeneidad puede estar asociada a diferencias en gustos, creencias, habilidades o restricciones, la optimización de un modelo heterogéneo resulta significativamente más compleja que en un enfoque homogéneo (agente representativo).l desarrollo de enfoques de aprendizaje reforzado y profundo ha logrado reducir de manera notable la complejidad del análisis heterogéneo, generando modelos que reflejan de manera más precisa los comportamientos de los agentes económicos.
La implementación de redes neuronales y el aprendizaje profundo en el campo de la economía computacional tienen el potencial de reducir significativamente el trabajo redundante asociado con la limpieza y el análisis de datos a gran escala, lo que resulta en una reducción del tiempo y el costo de tales análisis. Este avance, a su vez, permitiría a los investigadores recopilar y analizar datos en escalas más amplias, fomentando así la exploración de nuevos métodos de modelización por parte de la comunidad científica. Además, la menor insistencia en el análisis de datos permitiría a los investigadores centrarse más en temas como la inferencia causal, las variables de confusión y el realismo del modelo.Bajo la orientación adecuada, los modelos de aprendizaje automático pueden acelerar el proceso de desarrollo de una economía precisa y aplicable a través del análisis computacional y de datos empíricos a gran escala.

### Modelos de equilibrio general dinámico y estocástico (EGDE)
En el ámbito de la investigación macroeconómica, los métodos de modelado dinámico se implementan con frecuencia para simular las fluctuaciones económicas y evaluar los efectos de los cambios en las políticas económicas.El modelo EGDE (Equilibrium General Dynamic Model) es una clase de modelos dinámicos que se fundamentan en gran medida en técnicas y soluciones computacionales.Estos modelos se basan en principios económicos microfundamentados para capturar las características de la economía del mundo real en un entorno de incertidumbre intertemporal. Dada su intrincada naturaleza, los modelos EGDE son intrínsecamente difíciles de analizar y, por lo general, se implementan numéricamente mediante el uso de software especializado.Una de las principales ventajas de los modelos EGDE radica en su capacidad para facilitar la estimación de las elecciones dinámicas de los agentes económicos con un alto grado de flexibilidad.Sin embargo, numerosos académicos han criticado los modelos EGDE debido a su dependencia de supuestos de forma reducida que resultan en gran medida poco realistas.

### Herramientas computacionales y lenguajes de programación
En el ámbito de la investigación económica, el empleo de herramientas computacionales se ha erigido como una práctica consuetudinaria y fundamental durante un extenso período. Estas herramientas, que abarcan una diversidad de software informático, se caracterizan por su capacidad para facilitar la ejecución de operaciones matriciales (como la inversión de matrices) y la resolución de sistemas de ecuaciones lineales y no lineales.En el contexto de la investigación económica, se hace uso de diversos lenguajes de programación para el análisis de datos y la modelización. Entre los lenguajes de programación más comúnmente empleados en la investigación de la economía computacional se encuentran C++, MATLAB, Julia, Python, R y Stata.
Entre estos lenguajes de programación, C++, como lenguaje compilado, exhibe el rendimiento más rápido, mientras que Python, como lenguaje interpretado, es el más lento.MATLAB, Julia y R logran un equilibrio entre rendimiento e interpretabilidad. En lo que respecta al software de análisis estadístico temprano, Stata era la opción de lenguaje de programación más convencional. Los economistas adoptaron Stata como uno de los programas de análisis estadístico más populares debido a su amplitud, precisión, flexibilidad y repetibilidad..

## Publicaciones Importantes
Las siguientes revistas se especializan en economía computacional:
- ACM Transactions on Economics and Computation. [15]
- Computational Economics. [2]
- Journal of Applied Econometrics.[16]
- Journal of Economic Dynamics and Control.[17]
- Journal of Economic Interaction and Coordination.[18]

## Campos
- Recursión y Definición recursiva
- Teoría de la complejidad computacional
- Teoría de Autómata finito
- Modelado basado en agentes
- Simulación
- Ciencia de datos
- Teoría algorítmica de la información
- Algoritmo genético
- Algoritmo de búsqueda
- Aprendizaje automático
- Agente inteligente (inteligencia artificial)
- Complejidad en los juegos
- Sistema multiagente (SMA)
- Teoría de la computabilidad
- Álgebra abstracta
- Aprendizaje profundo topológico (TML)
- Análisis de datos topológicos (TDA)